# Дінеш Гунавардена
Дінеш Гунавардена (синг. දිනේෂ් චන්ද්‍ර රූපසිංහ ගුණවර්ධන, там. தினேஷ் சந்திர ரூபசிங்க குணவர்தன, (2 березня 1949 , Коломбо ) — шрі-ланкійський політик, обіймав посаду прем'єр-міністра Шрі-Ланки з 22 липня 2022 року до 23 вересня 2024.
Він також обіймає посади міністра державного управління, внутрішніх справ, провінційних рад і місцевого самоврядування.
Гунавардена був лідером лівої партії Махаджана Ексат Перамуна (ЄП) з 1983 року та обіймав посади в кабінеті у кількох попередніх урядах, а також голова Парламенту у 2020—2022 роках.
Народився в політичній родині, син Філіпа Гунавардена та Кусумасірі Гунавардена та племінник Вів'єн Гунавардене, здобув освіту в Королівському коледжі Коломбо, а пізніше в Університеті Орегону, де виступав за пацифізм під час війни у В'єтнамі.
Увійшовши в політику в 1983 році як член парламенту від Махарагами, а потім Коломбо, його перша посада в уряді була міністром транспорту під керівництвом Ратнасірі Вікреманаяке.
У 2022 році Гунавардена був призначений прем'єр-міністром після того, як колишній президент Готабая Раджапакса пішов у відставку на тлі триваючої економічної кризи, а Раніл Викрамасінгхе був обраний його наступником.